# Алое білоквіткове
Алое білоквіткове (Aloe albiflora)  — сукулентна рослина роду алое.

## Етимологія
Алое білоквіткове отримало свою назву від своїх білих квітів (лат. albi — білий, flora — квітка).

## Місця зростання
Росте на невеликій території на схід від Циворі в провінції Туліара на півдні Мадагаскару.

## Опис
Алое білоквіткове є привабливим, невеликого розміру видом, який відрізняється серед алое своїми сніжно-білими дзвоноподібними квітами завдовжки від 10 до 25 мм. Квітконіс до 50-70 см завдовжки.
Його 5-6 дюймові (13-15 см) сіро-зелені листки позначені численними білими плямами, і кожен лист має на обох ребрах бахрому з крихітних білих зубчиків.
Має незвичайні білі квітки з коричневими або зеленими смугами всередині. Один з перших дослідників рослини А. Бертран, навіть запропонував включити цей таксон до нового роду Guillauminia, на основі незвичайних квітів, але ця пропозиція була відхилена.
За зовнішнім видом алое білоквіткове дуже схоже на Aloe bellatula та Aloe parvula, відрізяючись від них своїми квітами.

## Охоронний статус
Внесене до Додатку І Конвенції про міжнародну торгівлю дикими видами фауни і флори, що знаходяться під загрозою зникнення (CITES).